# Kenya International 2001
Die Kenya International 2001 im Badminton fanden Mitte Mai 2001 statt.

## Sieger und Platzierte
| Disziplin    | Gold                                                       | Silber                                                     | Bronze                            |
| ------------ | ---------------------------------------------------------- | ---------------------------------------------------------- | --------------------------------- |
| Herreneinzel | Sydney Lengagne                                            | Fred Gituku                                                | Chirag Dasani                     |
| Herreneinzel | Sydney Lengagne                                            | Fred Gituku                                                | Himesh Patel                      |
| Dameneinzel  | Ann Maina                                                  | Irene Kerimah                                              | Anjali Gudhka                     |
| Dameneinzel  | Ann Maina                                                  | Irene Kerimah                                              | Fiona Ssozi                       |
| Herrendoppel | Morgan Kirimi Himesh Patel oder Sameer Nanji Chirag Dasani | Morgan Kirimi Himesh Patel oder Sameer Nanji Chirag Dasani | Erastus Gitaka Paul Murunga       |
| Herrendoppel | Morgan Kirimi Himesh Patel oder Sameer Nanji Chirag Dasani | Morgan Kirimi Himesh Patel oder Sameer Nanji Chirag Dasani | Alfred Gacheru Victor Munga Odera |

## Endrundenergebnisse
|  | Halbfinale | Halbfinale      | Halbfinale | Halbfinale | Halbfinale |  |  | Finale | Finale          | Finale | Finale | Finale |
|  |            |                 |            |            |            |  |  |        |                 |        |        |        |
|  |            |                 |            |            |            |  |  |        |                 |        |        |        |
|  |            | Sydney Lengagne | 15         | 15         |            |  |  |        |                 |        |        |        |
|  |            | Chirag Dasani   | 6          | 2          |            |  |  |        |                 |        |        |        |
|  |            |                 |            |            |            |  |  |        | Sydney Lengagne | 15     | 15     |        |
|  |            |                 |            |            |            |  |  |        | Fred Gituku     | 7      | 9      |        |
|  |            | Fred Gituku     | 15         | 15         |            |  |  |        |                 |        |        |        |
|  |            | Himesh Patel    | 3          | 0          |            |  |  |        |                 |        |        |        |
|  |            |                 |            |            |            |  |  |        |                 |        |        |        |